# Jean-André Guibert
Pour les articles homonymes, voir Guibert.
Jean-André Guibert, ou Guiberto, en italien Giovanni Andrea Guiberto, probablement né en 1609 à Nice (alors comté de Nice des États de Savoie) et mort probablement le 10 avril 1684 à Nice, est un ingénieur militaire et architecte niçois.

## Le cadre historique: La guerre civile (1639-1642) et la paix jusqu'en 1691
La guerre civile oppose la Régente de Savoie Christine de France, épouse du duc Victor-Amédée Ier, pendant la minorité de Charles-Emmanuel II, à ses beaux-frères, le cardinal Maurice et Thomas de Savoie-Carignan, prince de Carignan. Les deux frères sont soutenus par les Espagnols, tandis que la Régente, sœur de Louis XIII est accusée d'être le jouet de la France. La ville de Nice est favorable à la Régente. Le cardinal Maurice de Savoie se fait ouvrir les portes de Nice et entre dans la ville le 6 août 1639. En septembre, le cardinal est devenu maître de Villefranche-sur-Mer, du fort de Saint-Hospice, de la ville et du château de Nice. Il justifie son intervention devant le Sénat de Nice, le 3 mars 1640 : «J'ai dû venir ici pour sauver la ville et le château des Français». Le prince Thomas prend Turin en 1639. Mas à partir de 1640, les troupes françaises remportent des victoires sur les troupes espagnoles et reprennent Turin le 16 septembre. Le cardinal confie la restauration des fortifications de Nice à l'ingénieur et peintre Jean-Gaspard Baldoino entre 1640 et 1642. Les troupes françaises prennent Coni le 15 septembre 1641. Le prince de Monaco Honoré II chasse les Espagnols de Monaco et y installe des troupes françaises le 14 novembre 1641. Le 1er juillet 1642, un accord se fait entre Louis XIII et les deux princes Maurice et Thomas confirmant Christine de Savoie comme tutrice du jeune duc avec l'assistance des princes Maurice et Thomas de Savoie. Maurice de Savoie est autorisé par le pape à abandonner son chapeau de cardinal et il est nommé gouverneur du comté et de la ville de Nice. Maurice de Savoie rend son chapeau de cardinal au légat du pape dans la cathédrale Sainte-Réparate le 21 septembre 1642.
À partir de cette paix, jusqu'au retour de la guerre avec la France en 1691, hormis un intermède guerrier avec la république de Gênes en 1672, le comté de Nice est en paix. C'est une période d'embellissement et de nouvelles constructions de style baroque. Charles-Emmanuel II est majeur en 1648, le prince Maurice de Savoie meurt en 1657? Le duc nomme son oncle, Dom Antoine de Savoie, gouverneur et lieutenant général pour le duc de Savoie dans son comté de Nice le 15 mai 1659.

## Biographie
Il appartient à une famille originaire de Borgo San Dalmazzo, près de Coni. Fils de Giovanni Battista et probable petit-fils d'Apollonius Guiberto, courtier ducal.
Jean-André Guiberto (francisé en Guibert) fait partie de la suite de Maurice de Savoie pendant la guerre civile. Il est adjudant de la Chambre. Il a conservé ce titre après le décès de Maurice de Savoie, auprès de la princesse Marie-Louis-Christine de Savoie.
Ingénieur militaire qui a pu se former à Rome et à Turin, ainsi qu'avec les ingénieurs militaires avec lesquels il a travaillé dans le Piémont. Il est probablement actif à partir de 1625. Il est ingénieur du duc de Savoie en 1640.
Il se marie le 16 avril en 1640 avec Anna Maria Adrech dont il eut trois filles, Isablle, Sœur Antonia du Crucifix, Jeanne mariée à l'avocat Pierre-Antoine Barralis, et trois fils, Tommaso (François-Thomas), Ludovico Maurizio (Louis-Maurice) et Onorato (Honoré) qui ont suivi la carrière de leur père.
À partir du dernier tiers du XVIIe siècle, la fonction de Jean-André Guiberto lui donne l'autorité sur tous les travaux officiels, militaires et civils, réalisés à Nice. Il est donc intervenu sur plusieurs édifices dont il manque encore à faire toute la liste.

### Architecte
À partir du début du XVIIe siècle, Nice va entreprendre la construction de nouvelles églises en adoptant le style du Maniérisme et du premier Baroque romains. Le premier exemple est l'église Saint-Jacques-le Majeur ou église du Gésu construite pour les Jésuites, à Nice, à partir de 1609. Il a probablement participé à la construction à partir de 1642.
En 1649, l'évêque de Nice lui confie la construction de la nouvelle cathédrale Sainte-Réparate. Après l'accord sur les plans, il commence les travaux en 1650. Il va être chargé des travaux jusqu'en 1680.
Il réalise l'église Saint-Pierre-ès-Liens de l'Escarène, entre 1643 et 1656. Il est l'architecte ayant fourni les plans de la Cocathédrale Saint-Michel de Sospel, construite à partir de 1641 et dont la façade porte la date de 1691.
Il est probablement l'architecte du sanctuaire de Notre-Dame-du-Laghet (1653-1656).
En 1670, il présente un plan pour le nouveau palais communal de Nice en 1670. Il réalise la première campagne de construction, mais les travaux ont pour l'essentiel été dirigés par l'architecte Marc-Antoine Grigho qui est aussi intervenu sur la cathédrale Sainte-Réparate après 1680. Grigho est aussi connu pour avoir participé à la construction du Palais princier de Monaco en 1665.

### Ingénieur militaire
Il fait un projet de Lazaret à Lympia en 1657. Il précise le projet dans un rapport du 5 septembre 1657. Il fait le plan et entreprend la restauration de l'enceinte de Nice en 1667. )
En 1664, il a présenté un projet de dragage du port de Villefranche-sur-Mer.
Le gouverneur de Nice lui demande en 1667 d'étudier les défenses de Nice. En même temps qu'il étudie des plans concernant les aménagements de la ville, il fait les plans pour la reconstruction du bastion Sainte-Croix et les fortifications attenantes, en 1677, puis de modernisation de la citadelle en 1678.

### Ingénieur civil
Il fournit des plans pour les magasins et les entrepôts fermant le Jardin Royal (1674-680).
Il étudie des routes vers Puget-Saint-Étienne en 1660 et vers Villefranche, en 1680.

### Topographe
Il dresse une cart du cours du Var et du vallon de Saint-Blaise, un plan du château de Nice.
En 1678, il présente une carte du Piémont.

### Urbaniste
Jean-André Guibert a réalisé des plans d'agrandissement de Nice sur la Marine, probablement vers 1667. Il participe aux plans des ports à Nice, aux Ponchettes ou à Lympia avec des modifications sur l'emplacement des bastions Saint-Éloi et de la Pairolière.
Il étudie l'agrandissement de la ville vers la Marine où il propose de créer une double rangée d'immeubles de trois étages ayant des magasins au rez-de-chaussée.

## La famille Guiberto ou Guibert
Jean-André Guiberto a eu trois fils qu'il a associé à ses travaux :
- Louis-Maurice, né à Nice en 1641, mort à Turin en 1688. Il a été nommé premier ingénieur ducal à la mort de Amedeo Castellamonte en 1686 et colonel. Il a eu sous ses ordres Maurizio Antonio Valperga. Il a combattu en France, en Flandres et à Malte. Il a signé un projet de darse pour Nice.
- Honoré se fait appeler « Guibert aîné », il est donc né au début de 1641, à Nice, et mort à la fin de 1700. Le 2 novembre 1679, il est nommé architecte de Son Altesse royale à Nice. Une lettre qu'il a écrite à Versailles, en 1684, montre qu'il a étudié la distribution des eaux dans le parc. À la mort de son frère, en 1688, il est nommé premier ingénieur ducal. Après 1690, il intervient sur les fortifications de l'état savoyard.
En 1691, il est nommé colonel d'infanterie, mais sans régiment. En 1697, il a obtenu un brevet de noblesse par reconnaissance de sa valeur. En 1699, il fait des plans pour des travaux à faire au château de Nice l'année suivante.
- François-Thomas est celui dont la carrière est la plus liée à son père. Il visite avec lui la route de Nice à Villefranche et le môle de ce port, en 1680.
- Louis-André est le fils de Louis-Maurice et de Clara Maria Broccardo. Il a probablement fait son apprentissage en France. Il travaille ensuite pour le duc de Savoie. En 1719-1720, il est probablement l'auteur des plans du nouveau couvent de Saint-François-de-Paule, à Nice. En mars 1728, il est nommé ingénieur en Sardaigne où il continue le travail de Felice De Vincenti pour la défense du port de Cagliari. Il doit être malade car il obtient de revenir au Piémont, mais il meurt à Cagliari à la fin de 1730.
- Un ingénieur du nom de Guibert signe une «Carte géographique du Comté de Nice avec les retranchements exécutés en 1742».